# Botryobasidium pandani
Botryobasidium pandani är en svampart som beskrevs av Boidin & Gilles 1982. Botryobasidium pandani ingår i släktet Botryobasidium och familjen Botryobasidiaceae.   Inga underarter finns listade i Catalogue of Life.